# Баратов-Уманский, Борис Израилевич
Борис Израилевич Баратов-Уманский (1895—1980) — советский филолог, переводчик, литературовед; участник Гражданской и Великой Отечественной войн.

## Биография
Родился в 1895 году в Харькове (ныне Украина).
В 1911—1915 годах — чернорабочий в Елизаветграде и других городах. Член РСДРП(б) с 1917 года. Член Совета городских служащих Елизаветграда.
В годы Гражданской войны — командир красногвардейского отряда, комиссар по делам печати; находился на подпольной работе в Таврии; затем на партийной работе (с 1919). В дальнейшем начальник штаба батальона одного из соединений РККА; ответственный редактор военно-морской газеты «Красный моряк».
В 1923—1930-х годах — редактор Радиотелеграфного агентства Украины (РАТАУ); член правления издательства «Долой неграмотность» (1925); управляющий Литиздатом НКИД СССР; корреспондент ТАСС в Финляндии; зав. Государственным социально-экономическим издательством (1933); затем директор Института иностранной библиографии, редактор ряда журналов на иностранных языках.
Учился на международном отделении факультета советского права МГУ (1928—1930), в Институте красной профессуры и аспирантуре ИФЛИ (Москва; 1935—1939).
В дальнейшем зам. директора (1939), зав. кафедрой литературы (1940) Московского государственного педагогического института иностранных языков имени Мориса Тореза (МГПИИЯ).
В годы Великой Отечественной войны — полковой комиссар, редактор фронтовых газет, начальник спецшколы 2-го Прибалтийского фронта. После войны редактор Госкиноиздата (1945), затем снова преподаватель МГПИИЯ. В 1955 году защитил диссертацию по теме «Исторические хроники Шекспира», кандидат филологических наук.
С 1958 года — персональный пенсионер союзного значения.

## Труды
Автор монографий по средневековой английской литературе, повестей, рассказов.
Автор переводов с английского языка (Дж. Лондон) и с русского на английский язык (В. В. Маяковский). Состоял в переписке с Т. Драйзером.
Библиография:
- Политика пана Каныги: Рассказ / Баратов-Уманский Б. И. — Москва: Изд-во ЦК МОПР СССР, 1931. — 30 с.
- Литовские народные сказки / Сост. Б. И. Баратов (Уманский). — Москва: Журн.-газ. Объединение, 1937. — Обл., 40 с. (Б-ка «Огонек» № 53 (1040))
- Русские сказки: Сборник / Сост. Б. И. Баратов. — Москва: Правда, 1938. — 64 с.
- London, Jack 1876—1916 — Short stories / Сост. сборника Б. И. Баратов-Уманский; авт. коммент. М. В. Лагунова. — M.: Foreign languages publishing house, 1963. — 330 p.
- Исторические хроники Шекспира // Театр, 1938, № 3, с. 35-55.
- Народ и герой в драматургии Шекспира. — Ученые записки I МГПИИЯ, 1958, т. 21, с. 5—24.
- Исторические хроники Шекспира. (Автореф. канд. дисс.). М., I МГПИИЯ, 1955, 25 л.

## Награды
В 1944 году награждён медалью «За оборону Сталинграда».
В 1967 году к 50-летию Революции награждён Орденом Красной Звезды как активный участник Революции, отличившийся за установление Советской власти в 1917—1922 годах.